# 마탐정 로키 라그나로크
마탐정 로키 라그나로크(일본어: 魔探偵ロキ)는 일본의 만화가인 기노시타 사쿠라의 2003년작 만화이자 2003년 4월 5일부터 9월 26일까지 방영된 애니메이션이다.

## 줄거리
북유럽 신화(스칸디나비아 신화)에서 재난의 신인 '로키'는 신들의 우두머리인 '오딘'에게 추방당하여 인간계로 내려온다. 그는 신계로 돌아가기 위해 강력한 사기(邪氣)를 모은다. 그리고 사기를 모으기 위해 '엔자쿠 탐정사무소'라는 탐정 사무소를 열어 탐정이 되어 활약하며, 조수이자 아들인 야미노와 함께 살고 있다. 그러던 중 미스테리 마니아인 '다이도우지 마유라'가 조수를 자처하며 사무소에 들어오는 바람에 함께 사건을 해결하고 있다.

## 등장인물
- 로키(성우 - 손정아)
- 야미노(성우 - 송준석)
- 다이도우지 마유라(성우 - 배주영)
- 엣쨩(성우 - 이영아)
- 펜리르(성우 - 이원준)
- 나루가미(성우 - 양석정)
- 프레이(성우 - 최지환)
- 프레이야(성우 - 윤성혜)
- 운명의 여신 노르넨

1. 울드(성우 - 안현서)
2. 베르단디(성우 - 이주희)
3. 스쿨드(성우 - 이영아)

- 그린 부르스티(성우 - 노계현)
- 헤임달(성우 - 안현서)
- 헬 (성우 - )
- 카키노우치 코타로(성우 - 최지환)
- 다이도우지 미사오(성우 - 최지환)
- 앙그르보다(스피카) [없음]

## 같이 보기
- 라그나로크